# Krystyna Pajura
Krystyna Ewa Pajura (ur. 1952) – polska działaczka samorządowa i społeczna, w latach 2006–2010 członek zarządu województwa pomorskiego III kadencji.

## Życiorys
Zdobyła wykształcenie średnie, w 1975 ukończyła Liceum Ekonomiczne w Sopocie. Zajmowała się działalnością społeczną, była m.in. przewodniczącą Demokratycznej Unii Kobiet w województwie pomorskim. Zasiadała w radzie społecznej Szpitala Morskiego im. PCK w Gdyni, a także Stowarzyszeniu Rodzice – Szkole i Stowarzyszeniu Droga Nadziei.
W latach 1994–2002 zasiadała w radzie dzielnicy Redłowo. Wstąpiła do Sojuszu Lewicy Demokratycznej, w 1998 z jego ramienia uzyskała mandat radnej Gdyni. Przewodniczyła pomorskiej radzie wojewódzkiej SLD, w 2002 zrezygnowała z członkostwa w partii. W tym samym roku ogłosiła też start w wyborach na prezydenta miasta z poparciem Krajowej Partii Emerytów i Rencistów, do czego jednak nie doszło. Była wiceprzewodniczącą KPEiR i przewodniczącą partii w województwie pomorskim. W wyborach do Sejmu w 2005 otwierała listę Ogólnopolskiej Koalicji Obywatelskiej w okręgu nr 26. W 2006 i 2010 z listy KPEiR bez powodzenia kandydowała do sejmiku pomorskiego. W ramach porozumienia koalicyjnego KPEiR z Platformą Obywatelską została powołana na stanowisko członka zarządu województwa pomorskiego, odpowiedzialnego m.in. za politykę społeczną, edukację i sport. Zakończyła pełnienie funkcji 24 lutego 2010. Nie znalazła się w kolejnym zarządzie kierowanym przez Mieczysława Struka, co wzbudziło protesty KPEiR. Została następnie pełnomocnikiem marszałka ds. osób niepełnosprawnych, rencistów i emerytów. W 2011 kandydowała do Sejmu z ramienia Polskiego Stronnictwa Ludowego, do którego wstąpiła.